# 袁述之

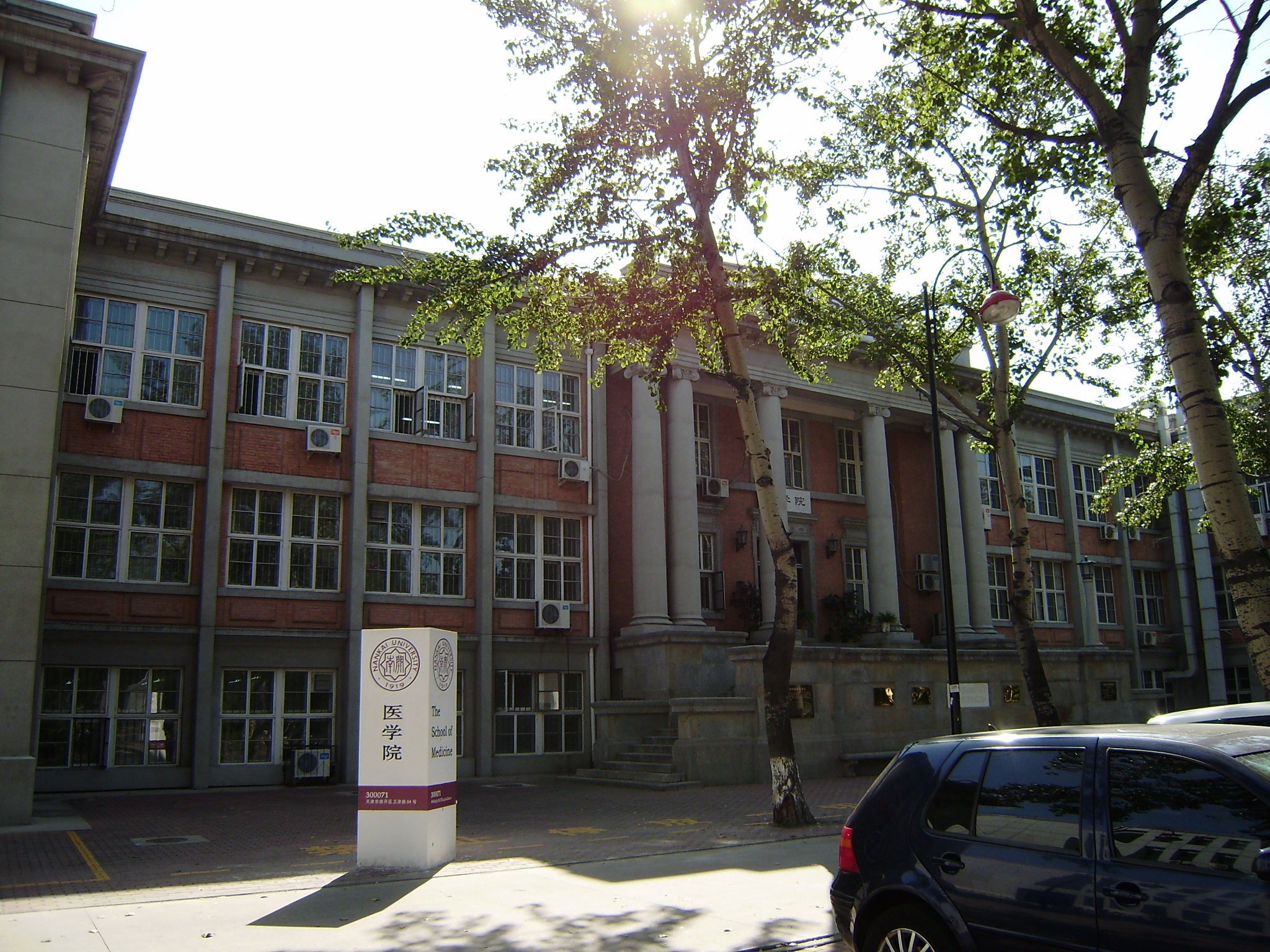
现为南开大学医学院的思源堂

袁世传（1879年—1926年），字述之，清末民初实业家，袁世凯族弟。南开学校早期捐助者，曾与美国洛克菲勒基金会共同捐建南开大学思源堂。